# آنا ريدكا
آنا ريدكا (بالأوكرانية: Анна Редька)‏ مواليد 21 يناير 1989 في كييف، هي لاعبة كرة يد أوكرانية تلعب كجناح أيمن. مثلت منتخب أوكرانيا لكرة اليد للسيدات.

## سجل المنافسة
شاركت في البطولات التالية:
- بطولة أوروبا لكرة اليد للسيدات 2012
- بطولة أوروبا لكرة اليد للسيدات 2014